# Cixius
Cixius är ett släkte av insekter som beskrevs av Pierre André Latreille 1804. Cixius ingår i familjen kilstritar.

## Bildgalleri

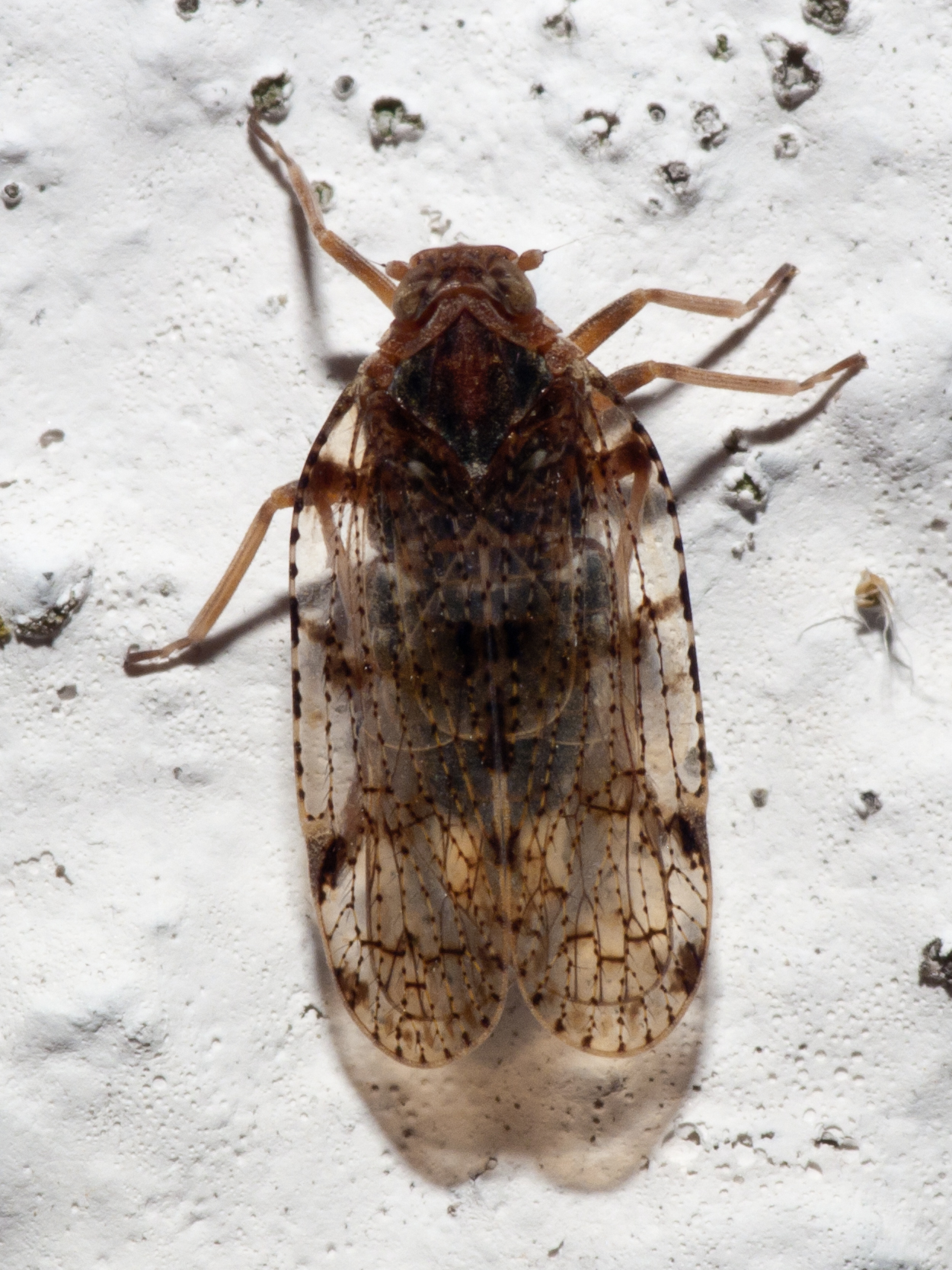
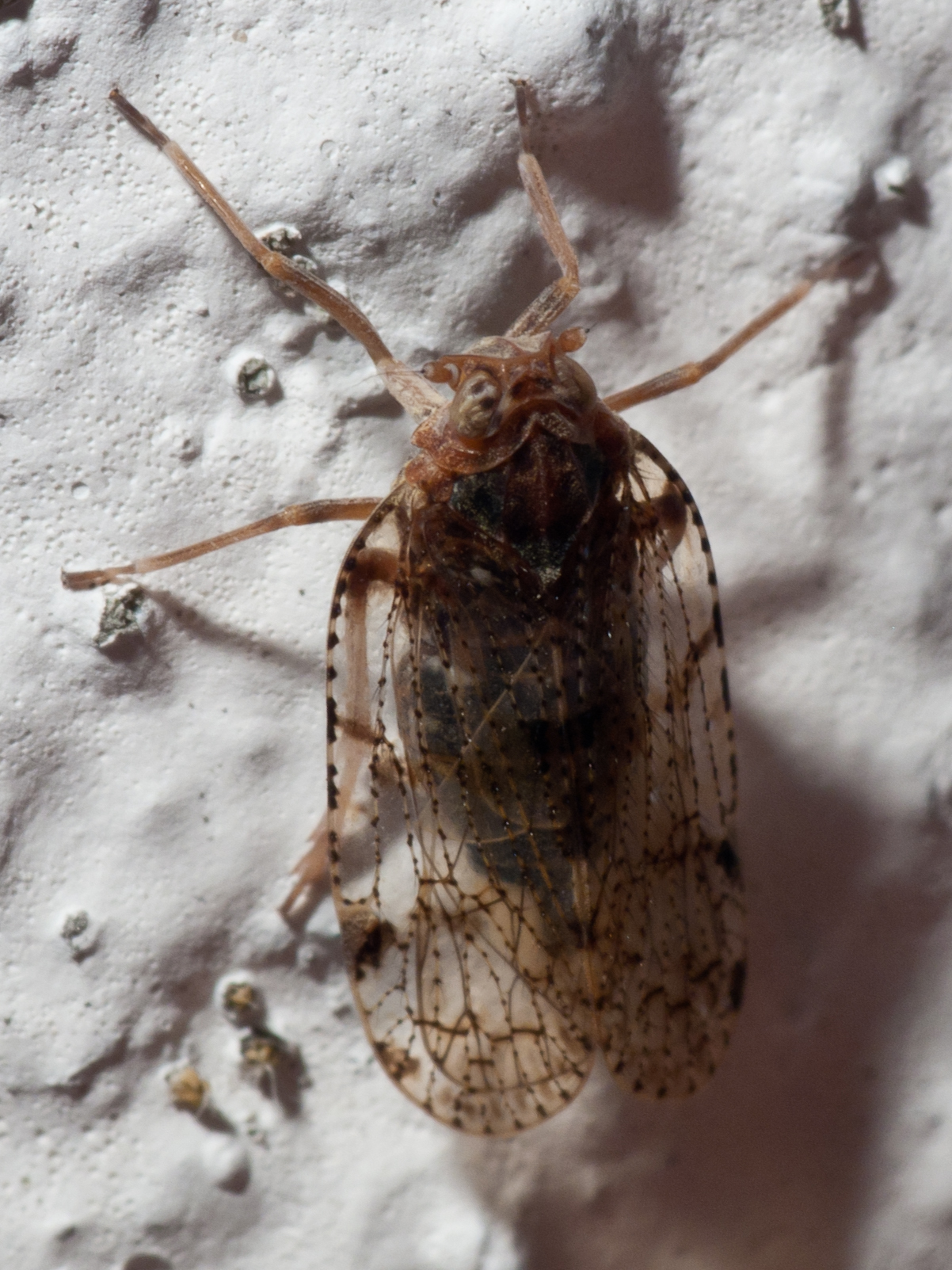
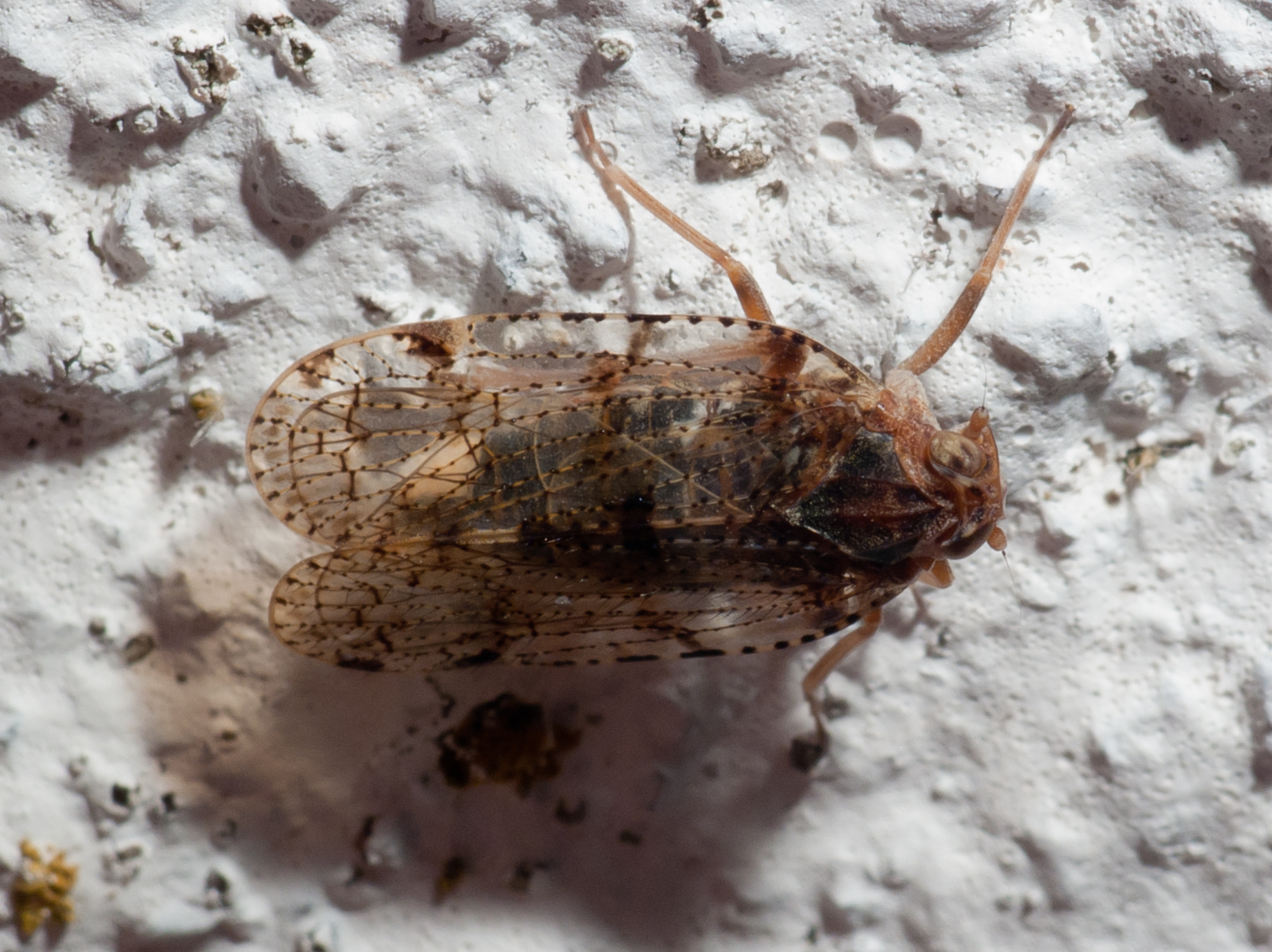
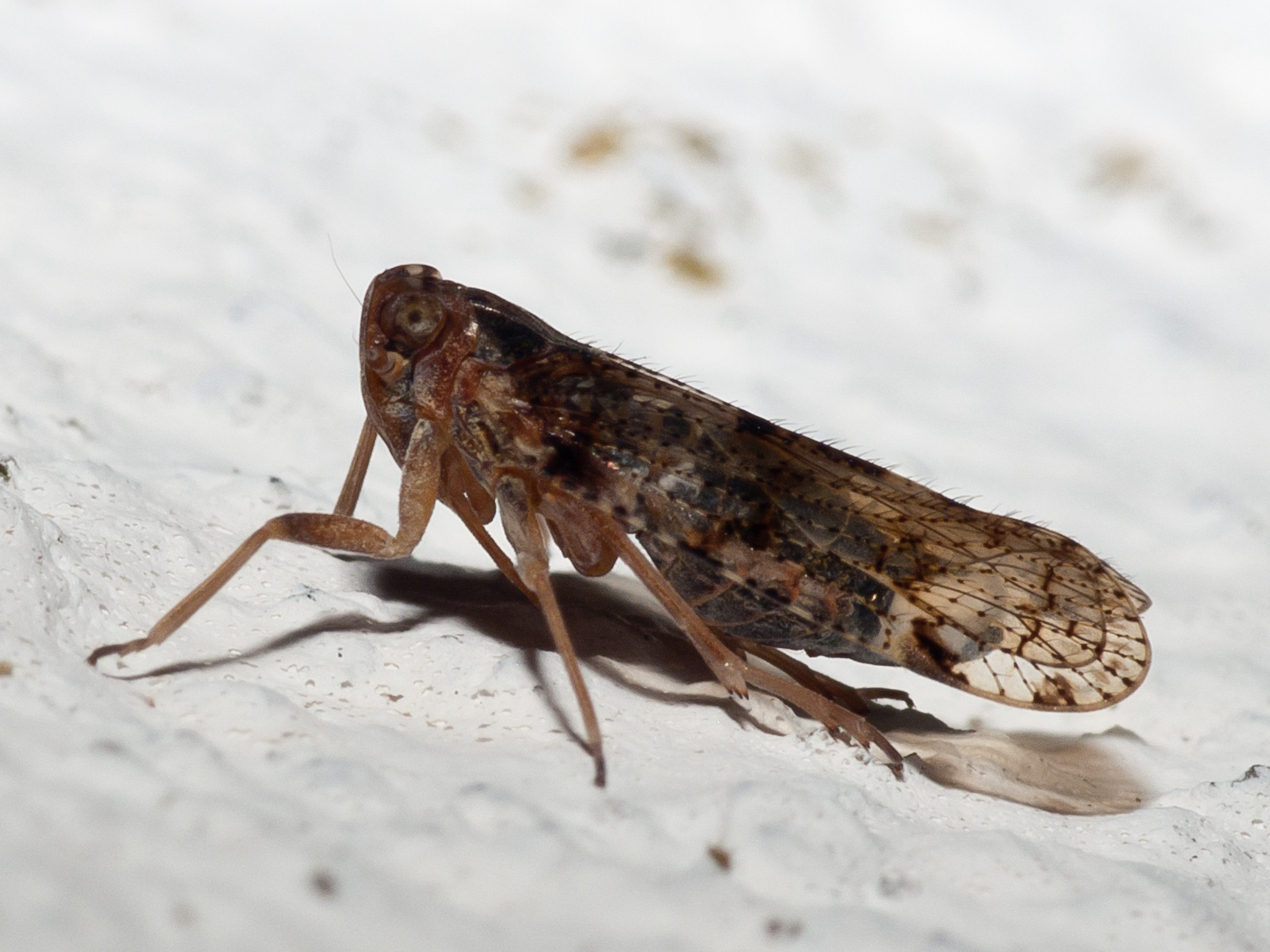
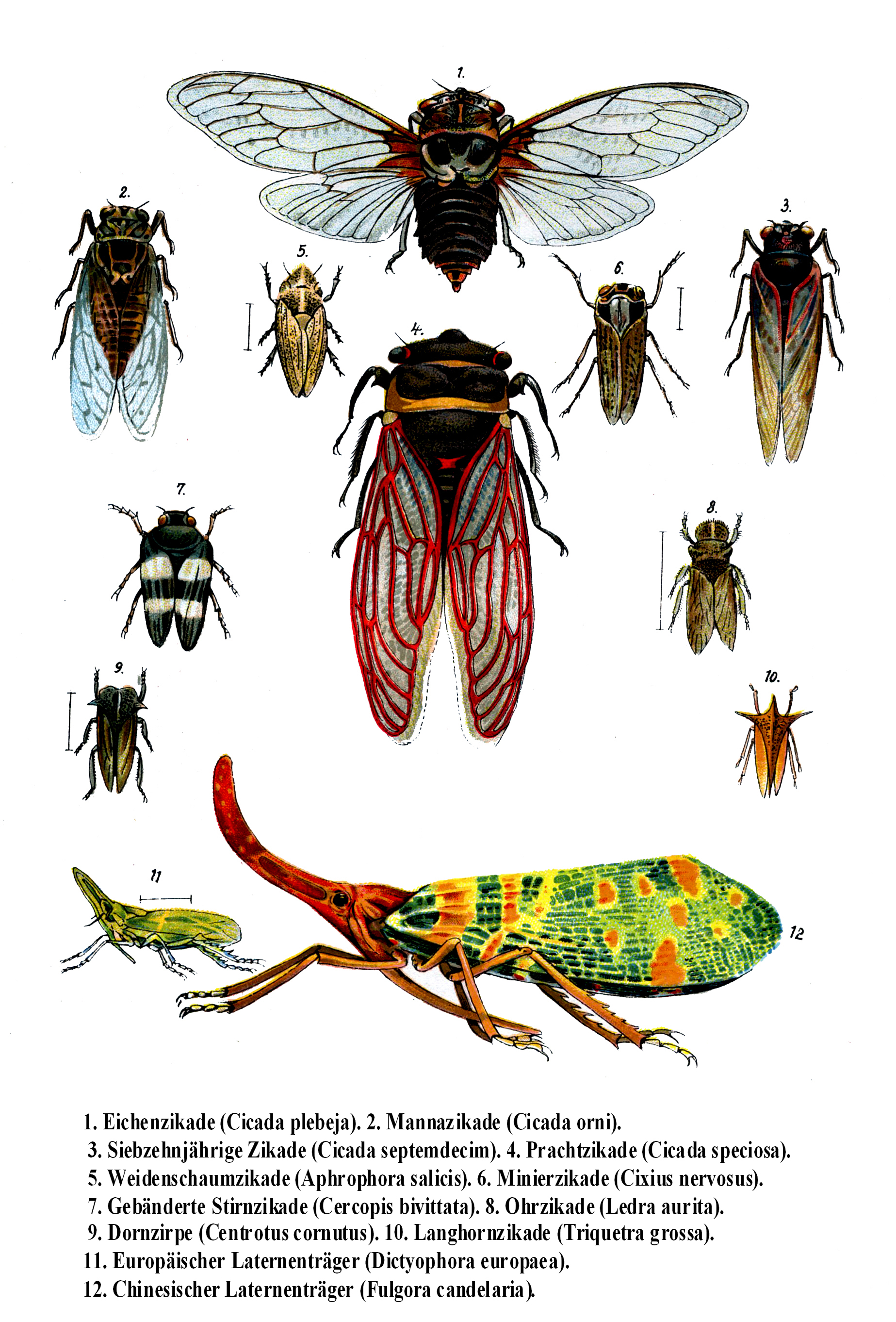
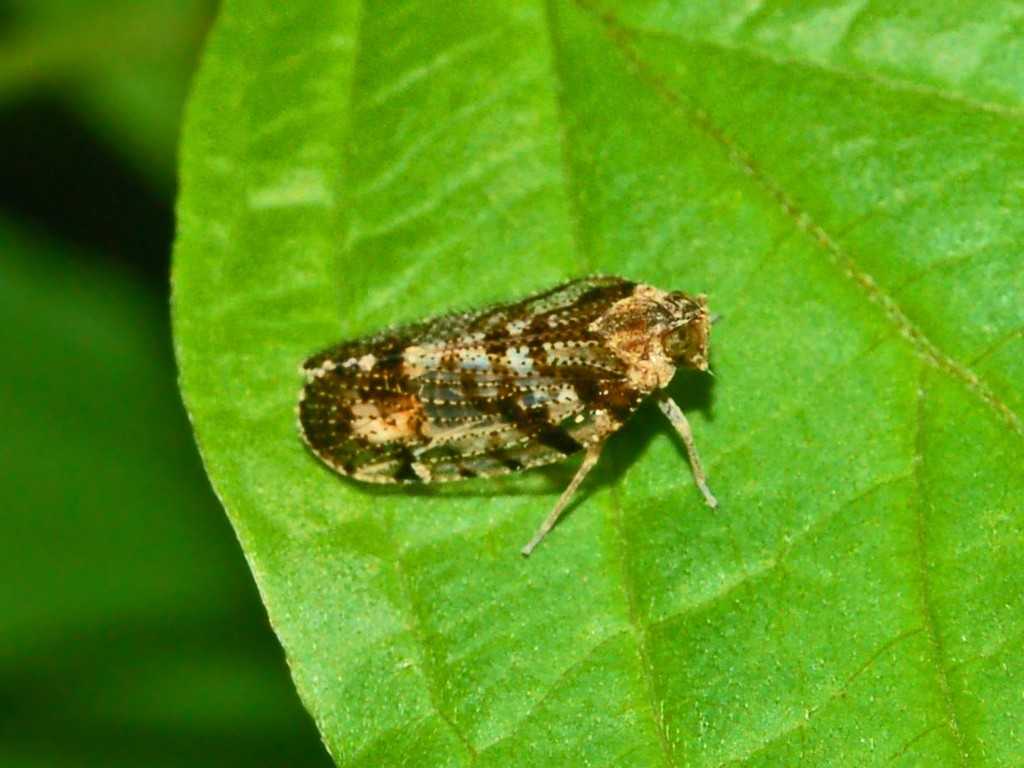

## Dottertaxa tillCixius, i alfabetisk ordning[1][2]
- Cixius accepta
- Cixius actuna
- Cixius aculeata
- Cixius acuta
- Cixius admirabilis
- Cixius adornata
- Cixius adspersa
- Cixius adunca
- Cixius aequa
- Cixius africana
- Cixius albida
- Cixius albistriga
- Cixius almon
- Cixius alpestris
- Cixius alpina
- Cixius anceps
- Cixius angustata
- Cixius anmashana
- Cixius apicalis
- Cixius apicata
- Cixius apicimaculatus
- Cixius aquilonia
- Cixius aragoensis
- Cixius ariadne
- Cixius arisana
- Cixius armata
- Cixius armiger
- Cixius aspila
- Cixius australis
- Cixius azofloresi
- Cixius azomariae
- Cixius azopicava
- Cixius azopifajo
- Cixius azorica
- Cixius azoterceirae
- Cixius balli
- Cixius bamendensis
- Cixius bandara
- Cixius basalis
- Cixius beieri
- Cixius bicolor
- Cixius bidentis
- Cixius bipunctata
- Cixius brachydenta
- Cixius brachyptera
- Cixius brocha
- Cixius bronca
- Cixius bueae
- Cixius caldwelli
- Cixius caledonica
- Cixius cambrica
- Cixius cambricus
- Cixius canariensis
- Cixius capillata
- Cixius carniolica
- Cixius catheta
- Cixius cavazorica
- Cixius chaoensis
- Cixius chinai
- Cixius chituana
- Cixius chouorum
- Cixius chydaea
- Cixius cingulata
- Cixius circinata
- Cixius circula
- Cixius citrina
- Cixius clara
- Cixius clitellus
- Cixius coloepeum
- Cixius communis
- Cixius compta
- Cixius conjector
- Cixius crambiformis
- Cixius culta
- Cixius cunicularia
- Cixius cunicularius
- Cixius curva
- Cixius curvicostata
- Cixius cycla
- Cixius decoris
- Cixius deducta
- Cixius deflexa
- Cixius denotata
- Cixius dentata
- Cixius denticulata
- Cixius desertorum
- Cixius despecta
- Cixius diasta
- Cixius diducta
- Cixius dilata
- Cixius dilecta
- Cixius dislogica
- Cixius distincta
- Cixius distinguenda
- Cixius distinguendus
- Cixius divisa
- Cixius dotata
- Cixius dubia
- Cixius elbergi
- Cixius elegantula
- Cixius elongata
- Cixius evexa
- Cixius fangi
- Cixius fasciolaris
- Cixius finita
- Cixius flavescens
- Cixius flaviceps
- Cixius flavobrunnea
- Cixius furva
- Cixius fustis
- Cixius gayi
- Cixius gladia
- Cixius grammica
- Cixius granulata
- Cixius gravelyi
- Cixius guttulata
- Cixius habuna
- Cixius hachijonis
- Cixius hakonensis
- Cixius haupti
- Cixius helvola
- Cixius heydenii
- Cixius hirundinaria
- Cixius hispida
- Cixius homtiniensis
- Cixius hopponis
- Cixius hsui
- Cixius hueisuna
- Cixius hyalina
- Cixius hylaea
- Cixius ibukisana
- Cixius inaffectata
- Cixius incisa
- Cixius inficita
- Cixius inflata
- Cixius insueta
- Cixius insularis
- Cixius interior
- Cixius intermedia
- Cixius kalehensis
- Cixius kivuensis
- Cixius kommonis
- Cixius krameri
- Cixius kukuana
- Cixius kuyaniana
- Cixius laboriosa
- Cixius ladon
- Cixius lata
- Cixius laticeps
- Cixius leei
- Cixius leucoescatia
- Cixius linearis
- Cixius lineolata
- Cixius linorum
- Cixius logvinenkoae
- Cixius logvinenkovae
- Cixius lotti
- Cixius lurida
- Cixius maculosa
- Cixius madeirensis
- Cixius mahungui
- Cixius manengoubae
- Cixius matsumurai
- Cixius meifengensis
- Cixius meruana
- Cixius merula
- Cixius metcalfi
- Cixius misella
- Cixius montaguei
- Cixius montana
- Cixius monticelli
- Cixius montosa
- Cixius morion
- Cixius mubalensis
- Cixius mukanensis
- Cixius mukwana
- Cixius munita
- Cixius narke
- Cixius nawae
- Cixius nervosa
- Cixius nervosus
- Cixius nielsoni
- Cixius nike
- Cixius nitens
- Cixius nitidum
- Cixius nitobei
- Cixius nordica
- Cixius nycticola
- Cixius obliqua
- Cixius obuduensis
- Cixius obvia
- Cixius ochracea
- Cixius operosa
- Cixius opposita
- Cixius orca
- Cixius ornatipennis
- Cixius pallens
- Cixius pallipes
- Cixius palmensis
- Cixius palmeros
- Cixius parallela
- Cixius parinarii
- Cixius parumpunctata
- Cixius pascuorum
- Cixius pauca
- Cixius perexigua
- Cixius perpendicularis
- Cixius persica
- Cixius perturbata
- Cixius petila
- Cixius phaeptera
- Cixius pidani
- Cixius pilifer
- Cixius pilosa
- Cixius pilosella
- Cixius pinarcolada
- Cixius pini
- Cixius pirene
- Cixius polydentis
- Cixius praecox
- Cixius priva
- Cixius procera
- Cixius procrustes
- Cixius prodotes
- Cixius prognata
- Cixius prominens
- Cixius pruinosa
- Cixius pseudocunicularis
- Cixius pseudomukanensis
- Cixius punctimargo
- Cixius punctulata
- Cixius pyrenaica
- Cixius quinaria
- Cixius rara
- Cixius ratonica
- Cixius remota
- Cixius resurgens
- Cixius reversa
- Cixius ripariusi
- Cixius rufa
- Cixius rufofasciata
- Cixius sanctangeli
- Cixius scotti
- Cixius scyllae
- Cixius segregata
- Cixius selengensis
- Cixius separata
- Cixius seriata
- Cixius serrata
- Cixius servillei
- Cixius setinervis
- Cixius sibirica
- Cixius sidnica
- Cixius signifer
- Cixius similis
- Cixius simplex
- Cixius sphagnetophila
- Cixius spinosa
- Cixius spira
- Cixius stallei
- Cixius stictica
- Cixius stigmata
- Cixius stigmatica
- Cixius stigmaticalis
- Cixius stigmaticus
- Cixius stimatica
- Cixius sulcifrons
- Cixius suturalis
- Cixius tacanda
- Cixius taipingshana
- Cixius taiwana
- Cixius tappana
- Cixius terminalis
- Cixius theroni
- Cixius towadensis
- Cixius transversa
- Cixius trifasciata
- Cixius trirhacoides
- Cixius trispinosa
- Cixius tsuifenghuenis
- Cixius tungpua
- Cixius turkestanica
- Cixius tzuena
- Cixius ugandana
- Cixius ukrainica
- Cixius umbrosa
- Cixius unidentata
- Cixius wagneri
- Cixius vallaris
- Cixius vandykei
- Cixius varicolor
- Cixius vatia
- Cixius velox
- Cixius venustula
- Cixius verticalis
- Cixius vilis
- Cixius vitripennis
- Cixius vittatus
- Cixius wui
- Cixius wushea
- Cixius yangi
- Cixius youngi
- Cixius yufengi